# Шаховской, Валентин Михайлович
Князь Валентин Михайлович Шаховской (9 (21) сентября 1801—12 (24) июня 1850) — адъютант графа М. С. Воронцова, статский советник.

## Биография
Единственный сын бригадира Михаила Александровича Шаховского (1758—1817) от брака с графиней Елизаветой Сергеевной Головиной (1769—1831). Внук графа С. Ф. Головина. Родился в Москве, крещен 23 сентября 1801 года в Вознесенской церкви у Никитских ворот при восприемстве фельдмаршала графа В. П. Мусина-Пушкина, в честь которого получил имя своё. Остальные дети в семье были дочери: Прасковья (1788—1835) — 1-я жена декабриста А. Н. Муравьёва, Мария (1790—1849) — замужем за Михаилом Казимировичем Голынским, Екатерина (?—1848), Варвара (1792—1836), Елизавета (1797—1877), Марфа (1799—1885) — стала женой А. Н. Муравьёва после смерти своей сестры, Александра (19.11.1805—1863) — жена Н. Е. Лукаша, Клеопатра (16.10.1809—1883).
Окончил Московское училище для колонновожатых (1817);  23 мая 1823 году был переведён в лейб-гвардии Конно-егерский полк и назначен адъютантом к генералу М. С. Воронцову. В период август 1823 — июль 1824 годов был одесским знакомым А. С. Пушкина. В 1826 году из Одессы был переведён в Москву адъютантом к генерал-губернатору князю Д. В. Голицыну.

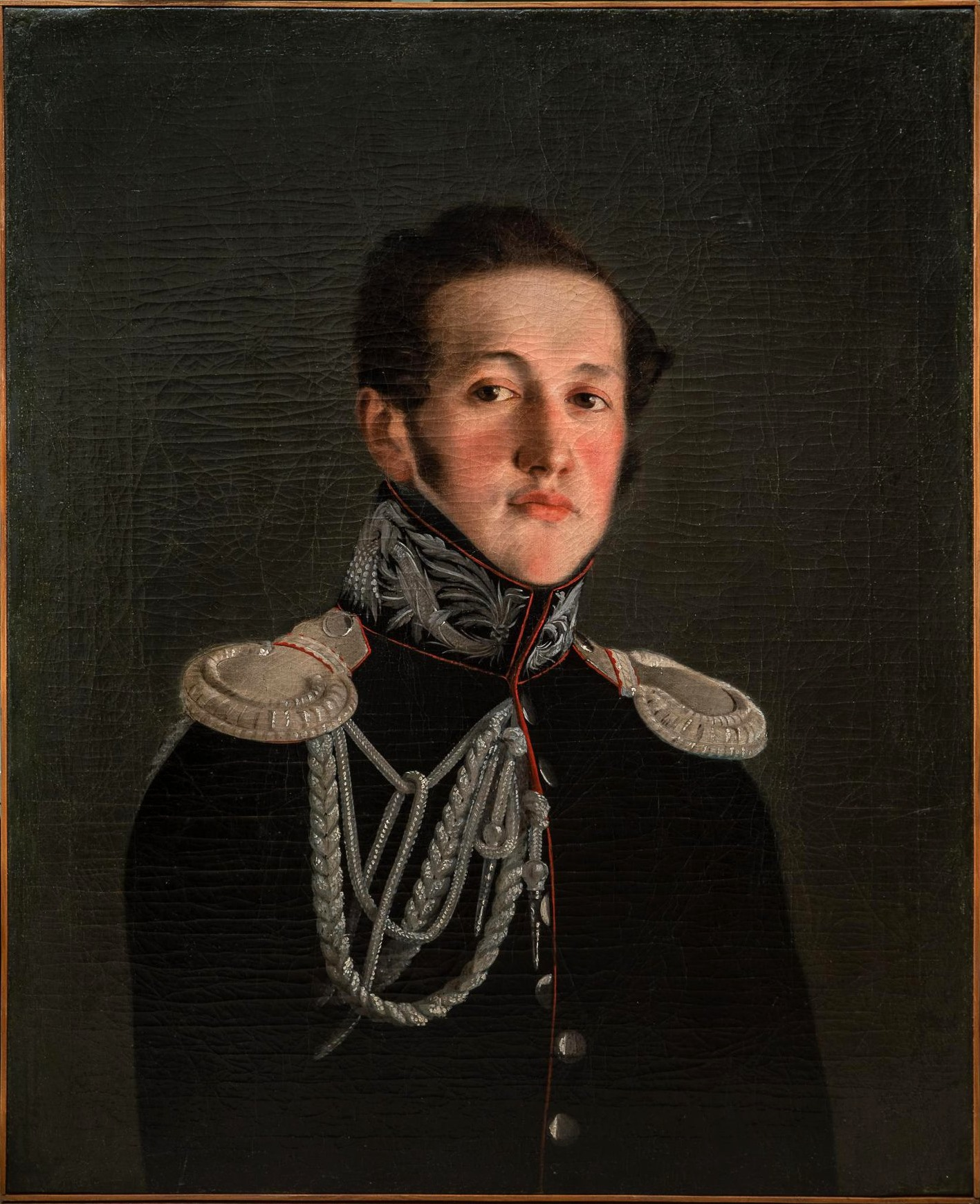
Портрет князя В.М. Шаховского. 1819-1821 гг.

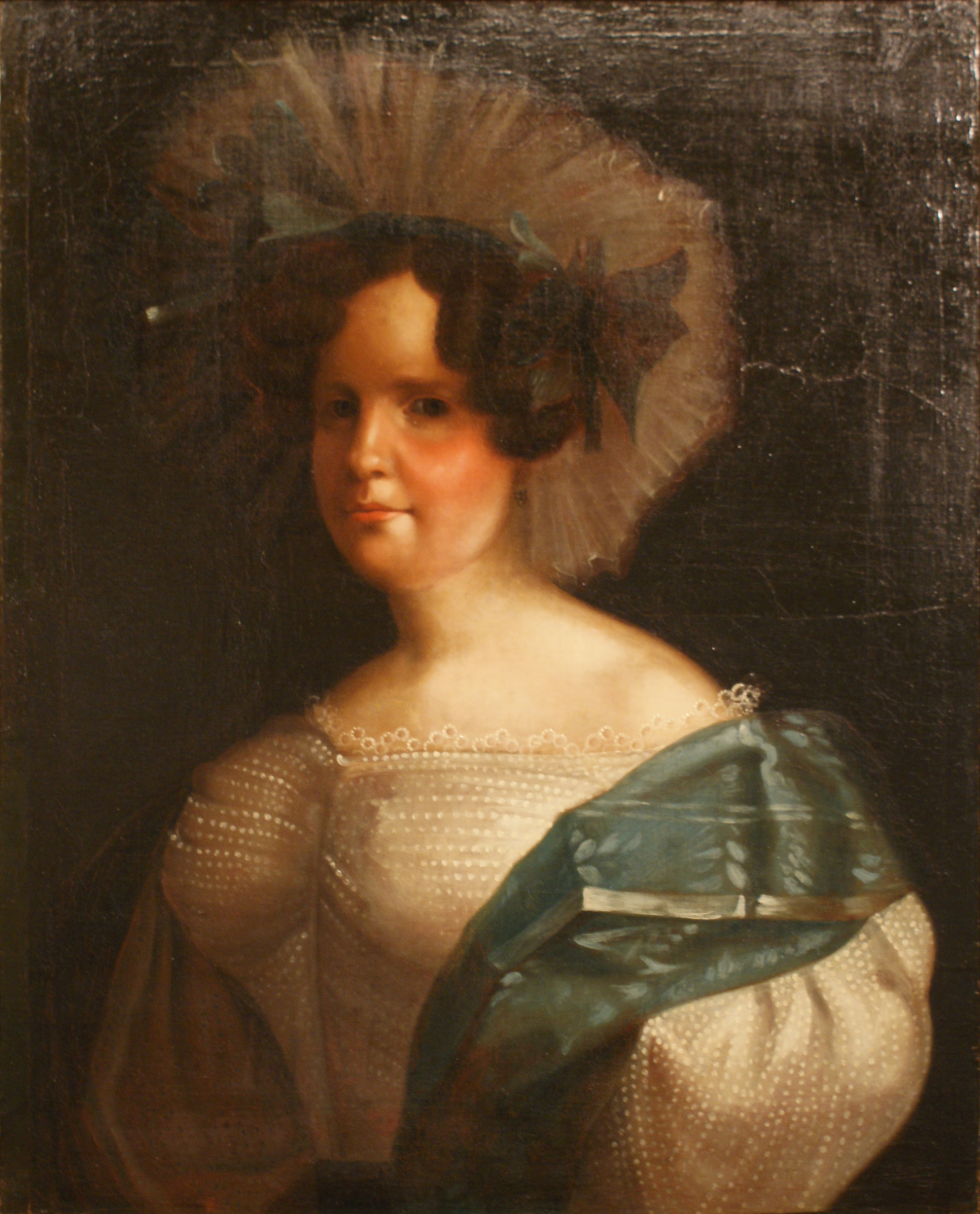
Е. А. Шаховская, жена. 1825 г.

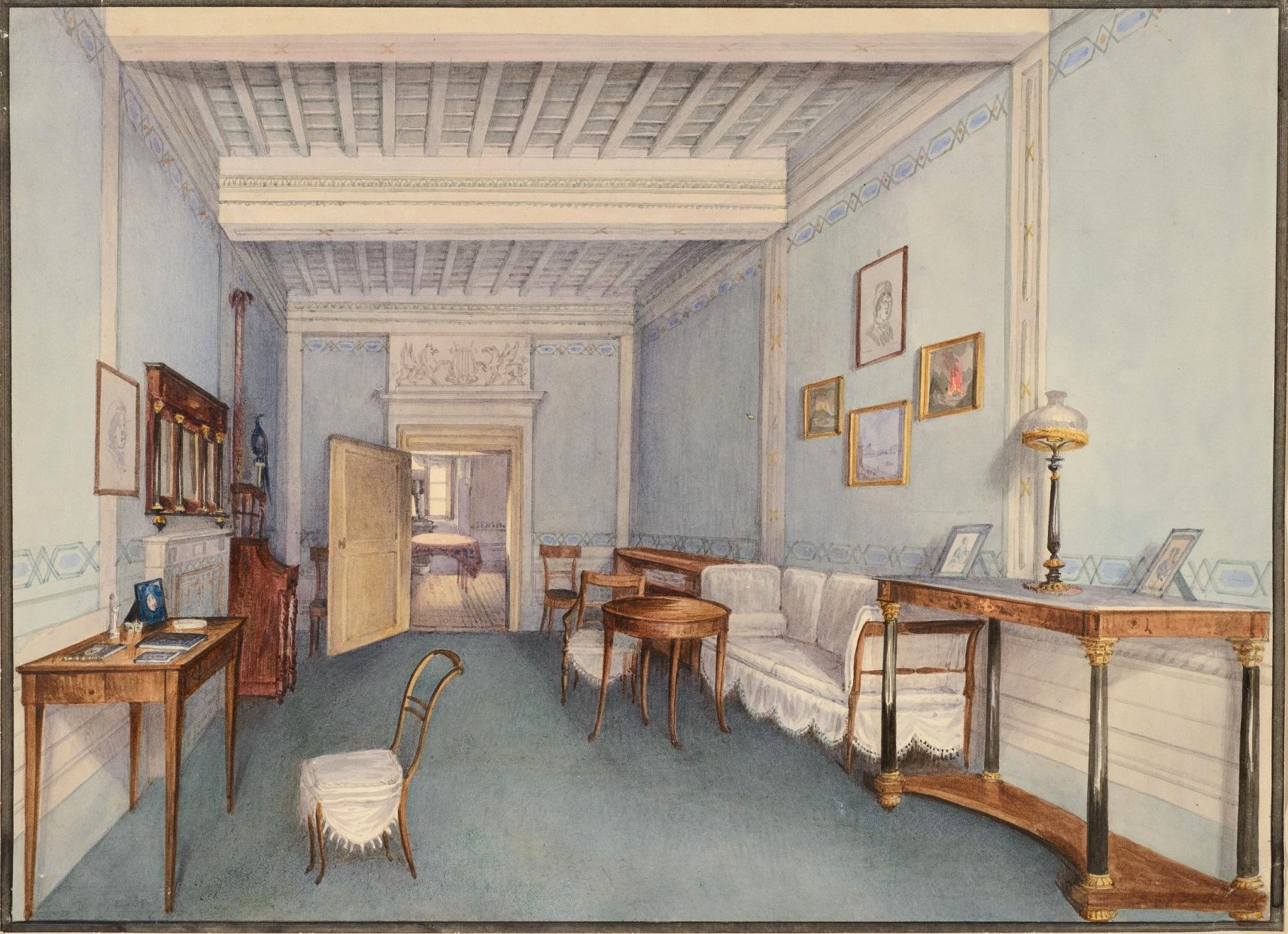
Кабинет-гостиная в усадьбе князей Шаховских Белая Колпь. 1850-е гг.

Ф. Ф. Вигель, знавший Шаховского в это время, оставил о нем следующую характеристику:
Добрейший, благородный малый, весьма красивый собой; жаль, что остальное тому не отвечало. Рассудок не допустил бы его до тесных связей с людьми, коих мнений, кажется, он совсем не разделял. А впоследствии если сие не погубило его, то много повредило его службе.
По выходе в отставку из военной службы в чине бригадира, поселился со своей молодой женой, сестрами и племянницами в своем прекрасном родовом имении Волоколамского уезда, селе Белая Колпь, которое сделалось, по свидетельству князя 
А. В. Мещерского, «центром вечного движения, разнообразных удовольствий и неистощимой веселости молодежи».
Впоследствии поступил на гражданскую службу, несколько трёхлетий (1828—1837) был волоколамским предводителем дворянства. В 1835—1839 годах был смотрителем Странноприимного дома Шереметевых. С 1840 года — директор Государственного коммерческого банка.
В период отпуска, находясь в 1850 году на лечении в Германию, князь В. М. Шаховской скончался от чахотки 12 июня в Берлине. Похоронен был, как и его родители и первая жена, на кладбище Симонова монастыря в Москве.
В целом наследство князя В. М. Шаховского составляло 5187 десятин земли, в том числе деревни в Старицком уезде Тверской губернии.

## Семья

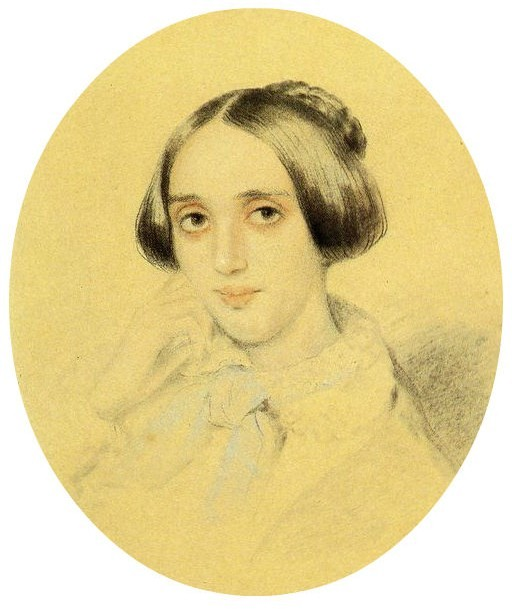
Наталья Валентиновна на портрете И. Робийяра (1847)

Первая жена (с 30 января 1825 года) — Елизавета Александровна Муханова (09.01.1803—23.10.1836), дочь Александра Ильича Муханова (1766—1816) от брака его с Натальей Александровной Саблуковой (1779—1855);  сестра декабриста Петра Муханова. Родилась в Петербурге, крещена 18 января 1803 года в Сергиевском всей артиллерии соборе при восприемстве дяди С. И. Муханова и бабушки Е. А. Саблуковой.
Её «Дневник 1826—1827 годов» об обстановке в Москве после восстания декабристов и о встрече с братом в Петропавловской крепости был опубликован в журнале Голос минувшего (1920—1921. С. 98—113). Умерла при родах. Дети:
- Екатерина (18.12.1825[10]— ?)
- Михаил (02.05.1827[11]— ?)
- Наталья (1828—1847), скончалась от чахотки в Риме.
- Петр (1829—1829), умер в младенчестве
- Александр (1830—1906), гофмейстер, по разделу получил имение Белая Колпь.
- Софья (1834—1835), умерла в младенчестве
- Михаил (1836—1892), генерал-лейтенант, получивший фамилию князя Шаховского-Глебова-Стрешнева.

Вторая жена (с 09 января 1839 года) —  графиня Софья Гавриловна Реймонд-де-Моден (1804—1884), фрейлина императрицы Александры Фёдоровны; дочь графа Гавриила Карловича Раймонд-де-Модена от брака его с Елизаветой Николаевной Салтыковой (1773—1852). Была блистательна в разговоре, что было одинаково оценено в гостиных Петербурга, Берлина и Парижа. Похоронена на кладбище Симонова монастыря в Москве. В браке имела сына: 
- Гавриил (28.04.1842—1864), крестник императрицы Александры Фёдоровны и Александра II, отказался от отцовского наследства и в 1863 году был оформлен раздел имения, включавшего село Белая Колпь, деревни Полежаево, Беркуново, Затесово, Пленицино, Елизаветино, Михайловское, Темниково, Коротнево, Княжьи Горы, между старшими его братьями.